# Eduardo, o Mártir
Eduardo, o Mártir (c. 962 – 18 de março de 978) foi o Rei dos Ingleses de 975 até seu assassinato. Era o filho mais velho do rei Edgar mas não seu herdeiro reconhecido. Após a morte do rei, a liderança da Inglaterra foi contestada, com alguns apoiando a reivindicação de Eduardo e outros apoiando seu irmão mais novo Etelredo, reconhecido como o filho legítimo de Edgar. Eduardo foi escolhido como rei e coroado por seus principais apoiadores do clero, os arcebispos Dunstan e Osvaldo de Worcester.
Os grandes nobres do reino, os condes Alfério e Etelvino, entraram em conflito e uma guerra civil quase estourou. Na chamada reação antimonástica, os nobres aproveitaram-se da fragilidade de Eduardo para desapropriar os monastérios beneditinos das terras e outras propriedades que Edgar havia lhes dado.
O curto reinado de Eduardo foi encerrado por seu assassinato no Castelo de Corfe em circunstâncias que não são inteiramente claras. Seu corpo foi re-enterrado na Abadia de Shaftesbury durante uma grande cerimônia em 980. Seus restos foram movidos para um local mais proeminente na abadia em 1001, provavelmente com a bênção de seu meio-irmão o rei Etelredo. Nessa época, Eduardo já havia sido reconhecido como santo.
Várias hagiografias sobre Eduardo foram escritas nos séculos após sua morte em que ele era retratado como mártir, geralmente visto como uma vítima da rainha-viúva Alfrida, mãe de Etelredo. Hoje ele é reconhecido como santo na Igreja Ortodoxa, na Igreja Católica e na Comunhão Anglicana.

## Primeiros Anos
Não se sabe sua data de nascimento, mas sabe-se que quando seu pai, o rei Edgar morreu, Eduardo era jovem. De seus 3 irmãos Eduardo era o mais velho. Era filho de Edgar, mas não era filho da esposa de seu pai, sua mãe é desconhecida. Diz-se que sua mãe era filha de um militar no norte da Inglaterra, outros ainda dizem que era um freira que vivia nos arredores da Cornualha.

## Questão religiosa
Seu reinado foi curto de 975 a 978 e não houve mudanças consideráveis durante seu governo. Seu pai tinha brigado com a Igreja, já que fechou inúmeros mosteiros beneditinos. O paganismo crescia lentamente no norte da Inglaterra. Como forma de fazer as pazes com a Igreja, o rei implantou igrejas no norte e reconstruiu alguns mosteiros.

## O país
A Europa recomeçava a traçar as antigas rotas comerciais, alguns reinos europeus já idealizavam as grandes feiras. A Inglaterra participava do mesmo plano começando a instituir, mesmo que fracamente, o comércio criando os primeiros bancos. Já a população ia começando a sair do campo e marchando para pequenas aldeias que logo se tornariam cidades, mas esta população enfrentava a miséria. No nordeste inglês as enchentes abalavam as colheitas, no leste os ventos fortes destruíam casas e mais casas. Foi um momento onde a nobreza e o clero estavam apavorados. Neste tempo a explicação dada era que a Inglaterra estava sendo punida pelos pecados de seus habitantes, o que levou multidões às paróquias.

## Morte

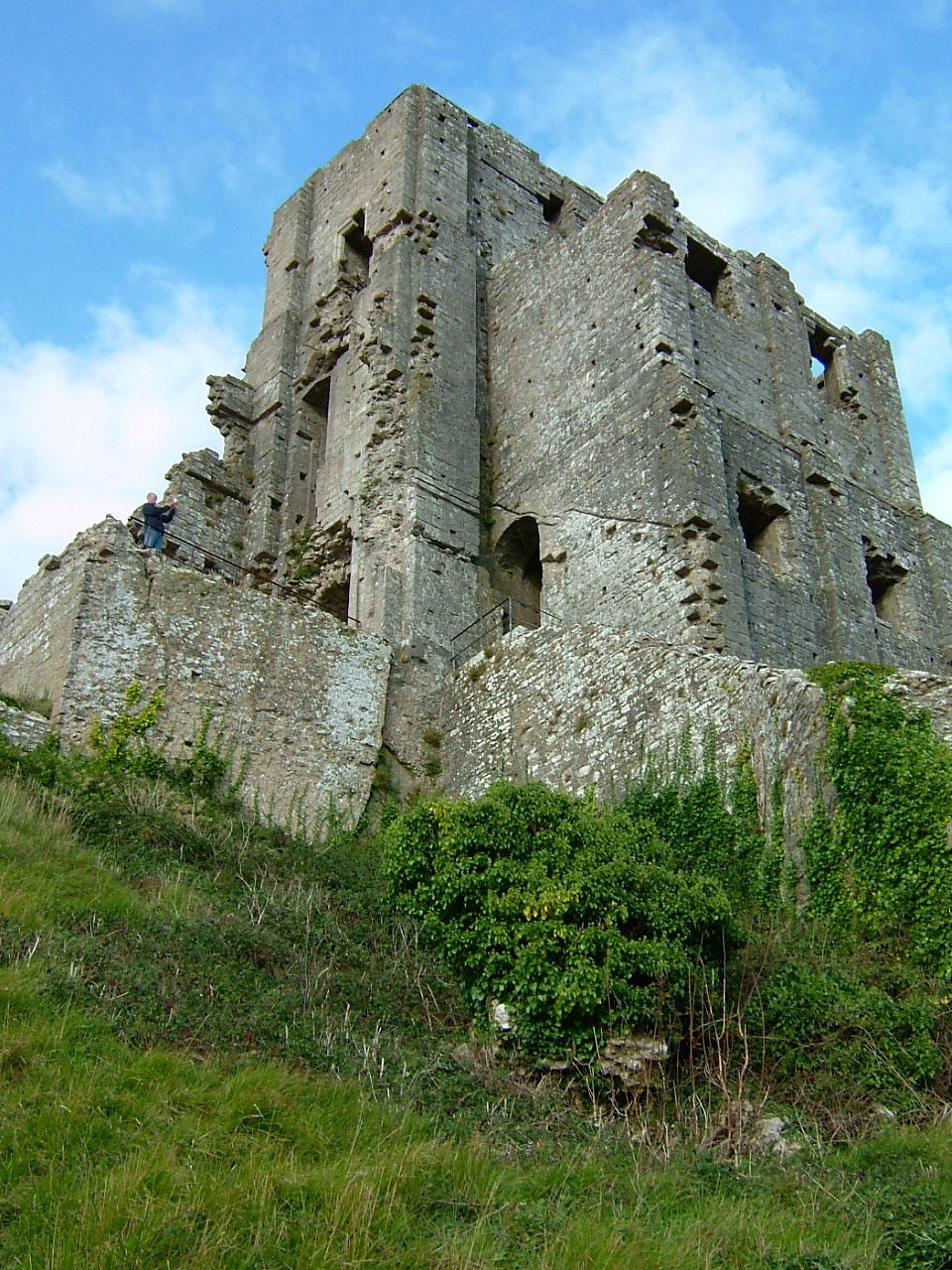
Castelo de Corfe

A versão da Crônica Anglo-Saxônica, que contém o relato mais detalhado, registros que Edward foi assassinado, enquanto visitava Ælfthryth e Æthelred. Há muitas hipóteses sobre seu assassinato, mas está registrado que o rei foi morto no Castelo de Corfe na então noite de 18 de março de 978. Acrescenta que ele foi sepultado em Wareham, "sem qualquer honra real".